# Győrsövényház
Győrsövényház es un pueblo húngaro perteneciente al distrito de Győr en el condado de Győr-Moson-Sopron, con una población en 2013 de 791 habitantes.
Se conoce su existencia desde 1396, cuando se menciona con el topónimo de Sövényszád. Con el tiempo se le añadió al topónimo una referencia a la vecina ciudad de Győr. El principal monumento del pueblo es su iglesia, de estilo barroco. La mayoría de los habitantes del pueblo son étnicamente magiares, aunque existe una minoría de alemanes que forma algo menos del 5% de la población.
Se ubica unos 15 km al oeste de la capital condal Győr.